# Letepsammia formosissima
Letepsammia formosissima är en korallart som först beskrevs av Henry Nottidge Moseley 1876.  Letepsammia formosissima ingår i släktet Letepsammia och familjen Micrabaciidae. Inga underarter finns listade i Catalogue of Life.